# Louw Donia
Louw Donia (1410 - onbekend) is een voormalig grietman van Wymbritseradeel. Hij is voornamelijk bekend doordat hij in 1495 door Nittert Fox gevangen werd genomen. Hij was een telg uit het geslacht Donia.
Hij was woonachtig op de Leeuwenburg-stins in de binnenstad van Sneek.
Fox was als legeraanvoerder betrokken bij de strijd tussen de Schieringers (waaronder Donia en de bevolking van Sneek) en de Vetkopers (waaronder Fox). Fox zocht onderdak in Sneek en nam de stad deels over na aanvallen op Bolsward en Workum. In Sneek brak een opstand uit onder zijn soldaten. Schieringers Bokke Harinxma en grietman Louw Donia probeerden te vluchten. Hierop werd hij gevangengezet. De Snekers riepen hierop hulp in van de stad Groningen. In 1496 werd Donia vrijgelaten, na betaling van losgeld. Het losgeld was de grond van de stad Sneek.